# 学术影响工程
学术影响工程是联合国发起的一个全球倡议，提出十项基本原则，包括人权、文化、可持续性和解决争端等领域。它促使联合国与各高等教育机构形成合力，来达成和履行此十项原则，它要求每个参与学术影响工程的院校每年至少要对十项基本原则的其中一条体现出积极的支持的项目。
联合国秘书长潘基文在2010年11月18日在联合国纽约总部的开幕式上的致辞提出了“慧泽/责（暂译）（Intellectual Social Responsibility）”的概念（对应于企业的“企业社会责任”（Corporate Social Responsibility）。
截止于2010年11月17日，有93个国家和地区的500个大学院校加入。
高等教育已经在经济和社会发展起到关键作用，并且可以成为世界和平的基础， 现在学术影响工程号召全世界学术领导者、学生和教师拿出的决心和行动。学术机构通过正式同意支持学术影响工程十条原则，做出承诺使教育成为解决全球问题之引擎。

## 十项基本原则[2]
学术影响工程是按照如下十项基本原则履行其支持和推进之义务：
1. 要对联合国宪章本身的原则承担义务， 也就是重视通过教育以求提升和帮助实现这些义务;
2. 要对人权承担义务，包括知情权、言论自由权、观点自由权等;
3. 要对所有人，无论何种性别、种族、信仰或民族，有受教育之权利承担义务；
4. 要对那些渴望掌握必需的知识和技能的个人提供高等教育的机会承担义务;
5. 要对全球建立高等教育系统人才能力构建承担义务;
6. 要对通过教育鼓励世界公民承担义务;
7. 要对通过教育推进和平与解决争端承担义务;
8. 要对通过教育解决贫穷问题承担义务;
9. 要对通过教育推进可持续发展承担义务;
10. 要对通过教育推进不同文化间的交流对话和理解，忘却不容忍。

学术影响工程的主管机构是公共信息署的外联部，负责人是联合国副秘书长赤坂清隆。此计划对应所有承认学历的高等教育及其相应的学院开放来接受承诺，也包括那些履行实质性职责与进行相关研究的一些机构。赤坂清隆介绍此工程的基本理论框架：
- 增进其与联合国和全世界其它高等院校之间的联盟与协作。
- 为推进联合国指令之基本规诫，尤其是广泛接受的千年发展目标之实现，使这些院校能够积极承担义务。
- 此计划还可以作为一个切入点，供院校提交与联合国的指令有关的切实可行的想法和提议。
- 推动高等教育机构在与此指令的各项目、规划与创新活动的直接参与。[2]